# Villanova del Battista
Villanova del Battista es uno de los 119 municipios o comunas ("comune" en italiano) de la provincia de Avellino, en la región de Campania. Con cerca de 2019 habitantes, se extiende por una área de 20 km², teniendo una densidad de población de 100 hab/km². Linda con los municipios de Ariano Irpino, Flumeri, y Zungoli.

## Demografía
| Gráfica de evolución demográfica de Villanova del Battista entre 1861 y 2001 |
|                                                                              |
| Fuente ISTAT - elaboración gráfica de Wikipedia                              |